# Raikküla
Raikküla (deutsch: Rayküll) ist der Name eines Guts und einer bis 2017 bestehenden Landgemeinde im estnischen Kreis Rapla.

## Gemeinde
Die Gemeinde Raiküla (Raiküla vald) im Süden des historischen Landkreises Harjumaa wurde 1866 gegründet. 1939 wurde aus ihrem Gebiet und Teilen der ehemaligen Gemeinde Kabala und der Gemeinde Rapla die neue Gemeinde Raikküla (Raikküla vald) gebildet. Sie hatte im Jahr 1939 2151 Einwohner und eine Fläche von 134,11 km². Am 26. September 1950 wurde die Gemeinde in den Bezirk Rapla eingegliedert. Nach der Unabhängigkeit Estlands wurde am 11. April 1991 die Landgemeinde Raikküla mit einer Fläche von 224,2 km² gegründet. Raikküla hatte mit Stand vom 1. Januar 2006 1754 Einwohner. Neben dem Hauptort Tamme gehörten zur Landgemeinde die Dörfer Jalase, Kaigepere, Keo, Koikse, Kõrvetaguse, Lipa, Lipametsa, Loe, Lõpemetsa, Metsküla, Nõmmemetsa, Nõmmküla, Põlma, Pühatu, Purku, Raela, Raikküla, Riidaku, Ummaru, Vahakõnnu und Valli.
Bei der Verwaltungsreform von 2017 wurde aus Raikküla und Rapla die neue Gemeinde Rapla gebildet, bis auf die Dörfer Kõrvetaguse, Pühatu und Riidaku, die zur Gemeinde Märjamaa kamen.

## Gut

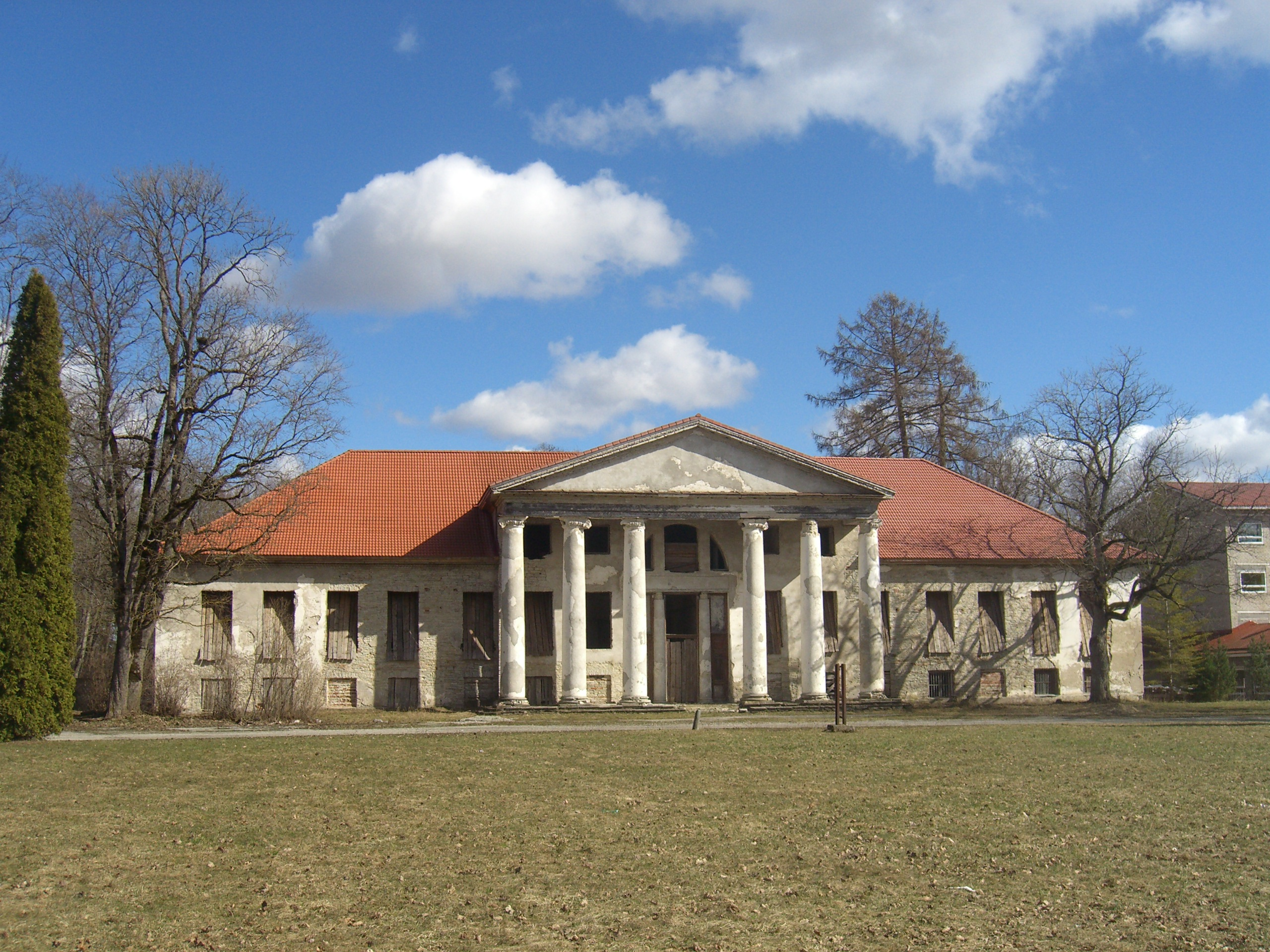
Gutshaus von Raikküla (Aufnahme von 2007)

Das Gut Raikküla wird erstmals 1469 erwähnt. Im 16. und 17. Jahrhundert gehörte der Gutshof der Familie von Fersen. Der berühmteste Besitzer war der schwedische Feldmarschall und Generalgouverneur von Ingermanland Otto Wilhelm von Fersen. Dessen Erbin, seine Tochter Juliane Helene von Fersen, heiratete Heinrich Johann (1679–1748), den Sohn des schwedischen Feldherrn Wolmar Anton von Schlippenbach. Das Gut ging dann durch Verwandtschaft an die Familie Bistram über. 1777 wurde es für 100 000 Silberrubel an Peter Friedrich Ludwig, Herzog von Holstein-Gottorf, verkauft, der es 1784 wiederum für 100.000 Taler an den Staatsrat Carl Friedrich von Staal veräußerte. Unter den Staals wurde das Ende des 18. Jahrhunderts errichtete spätbarocke Herrenhaus 1817 durch einen Brand zerstört und 1819/20 im klassizistischen Stil wiederaufgebaut. Es erhielt einen imposanten Portikus mit sechs ionischen Säulen und Dreiecksgiebel und war von einem großen Park umgeben.
1833 erwarb der russische Finanzminister Graf Georg Cancrin das Gut; nach dessen Tod kam es an seine Tochter Zinaida, die den Geologen, Botaniker und Paläontologen Graf Alexander von Keyserling heiratete, der von 1847 bis zu seinem Tod 1891 auf dem Gut lebte. Er wurde dort mehrmals von seinem Freund aus Studienzeiten, Otto von Bismarck, besucht. Daran erinnert eine steinerne Sitzbank, die im April 2015 aus Anlass von Bismarcks 200. Geburtstag in Raikküla aufgestellt wurde. Keyserlings Enkel, der Philosoph Hermann Graf Keyserling, lebte ab 1908 auf dem Gut, bis es 1919 im Zuge der Bodenreform vom estnischen Staat entschädigungslos enteignet wurde. Ab 1925 beherbergte das Herrenhaus ein Waisenhaus und ab 1958 eine Internatsschule. Nach einem Großbrand 1960, der große Teile des Inneren und das Dach zerstörte, zog die Schule in einen unmittelbar benachbarten Neubau und das Herrenhaus war dem Verfall preisgegeben. In den 1980er Jahren wurde es durch den Einbau neuer Decken und Dächer notdürftig gesichert. Seit 2000 befindet sich das Gebäude in Privatbesitz. Seitdem wurden einige Räume des Gebäudes restauriert und können für Events gemietet werden. Außer dem Herrenhaus sind noch etwa ein Dutzend weitere Gutsgebäude erhalten.